# فريدريش كارل راب فون بابنهايم
فريدريش كارل راب فون بابنهايم (5 أكتوبر 1894 - 9 يونيو 1977) جنرالًا في فيرماخت بألمانيا النازية خلال الحرب العالمية الثانية. تلقى وسام الفارس الصليبي الحديدي. استسلم بابنهايم للقوات السوفيتية في مايو 1945. أدين كمجرم حرب في الاتحاد السوفيتي، واحتجز حتى عام 1955.

## جوائز
- الصليب الحديدي (1914)
  - الدرجة الثانية (12 يناير 1915)
  - الدرجة الأولى (19 أبريل 1917)
- صليب الشرف في الحرب العالمية 1914/1918
- وسام الفارس من الدرجة الأولى - الوردة البيضاء في فنلندا (6 سبتمبر 1937)
- الصليب الحديدي (1939)
  - الدرجة الثانية (17 يونيو 1940)
  - الدرجة الأولى (10 أبريل 1941)
- الصليب الألماني بالذهب (8 نوفمبر 1944)
- وسام الفارس الصليبي الحديدي في 30 أبريل 1945 كجنرال ليوتنانت وقائد شعبة جاغر 97 [2]

### اقتباسات
1. 1 2  TracesOfWar | Friedrich-Carl Rabe von Pappenheim، QID:Q98839586
2. ↑  Scherzer 2007, p. 609.